# Pascual Pérez Rodríguez
Pascual Pérez Rodríguez (Valencia, 16 de febrero de 1804-Valencia, 30 de enero de 1868) fue un escritor, periodista y fotógrafo español.

## Biografía
Hijo de Vicente Pérez, relator de la Audiencia territorial y de Mariana Rodríguez, bautizado con el nombre de Manuel Julián, nombre que cambió por el de Pascual al profesar como religioso. Tras la muerte de su padre, consiguió una beca para estudiar en el Seminario de las Escuelas Pías. Al fallecer su madre, poco tiempo después, quedó, junto con sus hermanos, al cuidado de sus abuelos maternos.
Concluyó sus estudios de latín en el Seminario y los de Filosofía en la Universidad de su ciudad natal.  Alentado por sus maestros entró en el noviciado con trece años, profesando a los dieciséis. Tres años después, fue nombrado director de los alumnos internos y profesor de humanidades en el colegio de Santo Tomás de Aquino de las Escuelas Pías de Zaragoza. En 1827 se estableció en Valencia, también como profesor de humanidades, en el Colegio de las Escuelas Pías,  donde entabló fraternal amistad con el padre Juan Arolas.
En 1835 abandonó la vida religiosa, al estar aquejado por una dolencia espasmódica, y posteriormente solicitó y obtuvo la secularización en 1851. Un ataque de apoplejía le llevó a la tumba cuando habitaba en la calle del Mar número 96, el 30 de enero de 1868.
Fundador, junto a Juan Arolas y Pedro Sabater, del periódico Diario Mercantil de Valencia, cuyo primer número salió a la venta el 19 de noviembre de 1834, y de cuya dirección se ocupó hasta 1844. En 1840, en colaboración también con Arolas, publicó  La Psiquis, periódico del bello sexo, con ilustraciones de Luis Téllez-Girón, revista dedicada a la mujer, que cumplió treinta semanas, cerrando el 25 de septiembre de 1840. Colaboró en diversos periódicos y revistas valencianas como El Castellano, El Cid, El Mole, El Sueco, El Tabalet, El Edetano, Las Bellas Artes, El Miguelete, El Museo Literario y El Museo Universal de Madrid.
Escribió autos sacramentales en valenciano como: El diable pres (1855), La loca de Morella (1863) y La venta improvisada (1867), que se representaron públicamente.
Dominaba el francés, el inglés, el italiano y el portugués; por ello pudo traducir tres tomos de Los viajes de Alí-Bey-el Abbássi (1836), la Vida de la Virgen del abate Orsini (1841), y comenzó la traducción de la Biblia de Royaumont, que a su muerte fue acabada por Vicente Boix.
Como escritor se especializó en el género de la novela gótica, de las que escribió tres: La torre gótica o El espectro de Limberg (1831), El hombre invisible o Las ruinas de Munsterhall (1833) y La urna sangrienta o El panteón de Scianella (1834), considerada la obra maestra del género en España; hay edición moderna por Miriam López Santos (2010).
Lo más destacable de su actividad fotográfica es que fue un pionero y de los primeros introductores del daguerrotipo en España. Así en 1849 estuvo valorando la conveniencia de trabajar con el calotipo, ya que permitía la realización de copias múltiples y en 1851 publica el Álbum del Cabañal que estaba ilustrado con calotipos, por lo que fue uno de los primeros fotógrafos españoles en comercializarlo. Además una fotografía suya fue la primera en aparecer en la prensa escrita española, se trataba de un daguerrotipo publicado en 1852 en El Diario mercantil de Valencia.

## Obras[1]
- La torre gótica o El espectro de Limberg, imprenta de López y Cía, 1831.
- El hombre invisible o Las ruinas de Munsterhall, imprenta de Cabrerizo, 1833.
- La Amnistía Cristiana, o el solitario del Pirineo, 1833
- La urna sangrienta o El panteón de Scianella, imprenta de Cabrerizo, 1834.[6]
- Amor y Gloria, 1834
- El libro de oro del pueblo ó Catecismo de la libertad, 1840
- Elementos de geografía moderna, 1841
- Compendio de Gramática, 1841
- El Nuevo Catón, 1841
- Tratado de Urbanidad, 1841
- Compendio de la historia de España, 1842
- Obras en prosa y verso / de Pascual Pérez y Rodríguez, Imprenta de los Dos Reinos, 1870